# Börneplatzkonflikt
Der Börneplatzkonflikt war eine Auseinandersetzung über ein umstrittenes Bauvorhaben in Frankfurt am Main und über den Umgang mit den Zeugnissen jüdischer Geschichte nach dem Holocaust. Im Jahr 1987 wurden bei Bauarbeiten für ein Verwaltungsgebäude am Frankfurter Börneplatz Fundamente von 19 Häusern der Frankfurter Judengasse entdeckt. Es handelte sich um den bis dahin größten archäologischen Fund einer jüdischen Siedlung aus der Frühen Neuzeit in Europa. Mit der Ausgrabung entbrannte ein öffentlicher Konflikt um die Frage, wie mit diesen Zeugnissen einer verdrängten jüdischen Geschichte umzugehen sei.

## Vorgeschichte
Nach der Aufhebung des Ghettozwangs 1811 verließen die wohlhabenderen Bewohner nach und nach die enge und dichtbesiedelte Judengasse, die zu einem Armenviertel wurde und allmählich verfiel. 1874 wurden zunächst die mittlerweile als unbewohnbar geltenden Häuser auf der Westseite abgerissen, 1884 bis auf wenige Ausnahmen auch die auf der Ostseite. Zu den erhalten gebliebenen Gebäuden zählten unter anderem das Haus zum Grünen Schild, Stammhaus der Familie Rothschild, und die Hauptsynagoge. Die Gasse wurde verbreitert, neu bebaut und 1885 nach einem ihrer berühmtesten Bewohner, dem Publizisten Ludwig Börne, in Börnestraße umbenannt. Im selben Jahr wurde der Judenmarkt am südlichen Ende der Judengasse in Börneplatz umbenannt.
An der nordöstlichen Ecke des Platzes errichteten die orthodoxen Mitglieder der jüdischen Gemeinde 1881/82 die Börneplatzsynagoge. Im Novemberpogrom 1938 wurde sie zerstört, ihre Ruinen auf Kosten der Gemeinde abgetragen und das Grundstück zwangsweise an die Stadt abgetreten.
Beim Wiederaufbau der im Zweiten Weltkrieg zerstörten Innenstadt wurde anstelle der Börnestraße ein breiter Straßendurchbruch in Nord-Süd-Richtung, die Kurt-Schumacher-Straße, durch das ehemals dichtbebaute Gelände geschlagen. Am Börneplatz, der von 1935 bis 1978 Dominikanerplatz hieß, stand von 1954 bis 1985 eine Blumengroßmarkthalle. Ihr östlicher Gebäudeflügel lag genau auf dem Standort der ehemaligen Börneplatzsynagoge. Vorschläge, hier eine Gedenkstätte zur Erinnerung an die Synagoge und die jüdischen Opfer des Nationalsozialismus zu errichten, fanden keine ausreichende Unterstützung.

## Der Konflikt

### Archäologische Funde
1984 schrieb die Stadt einen Wettbewerb für den Neubau eines Kundenzentrums für die Stadtwerke Frankfurt am Main aus, das hier errichtet werden sollte. Der Schweizer Architekt Ernst Gisel gewann den Wettbewerb und wurde 1985 mit dem Bau beauftragt. Der von ihm geplante Neubau nahm nicht nur die Fläche des Börneplatzes ein, er war etwa doppelt so groß und sollte im Norden bis zur Battonnstraße reichen. Es war daher abzusehen, dass bei Baggerarbeiten in der nördlichen Hälfte auch Spuren des früheren Ghettos und der zerstörten Synagoge auftauchen würden. 
Tatsächlich wurden im Frühjahr 1987 Fundamente von Häusern der Judengasse sowie zwei Mikwen, jüdische Ritualbäder, freigelegt. Proteste gegen die Bauarbeiten wurden ignoriert, die Arbeiten wurden weiter vorangetrieben. Auch Überreste der 1938 zerstörten Synagoge wurden beseitigt.

### Proteste
Gegen das Bauvorhaben war schon frühzeitig protestiert worden, auch seitens der jüdischen Gemeinde. Sie forderte, der historischen Bedeutung des Börneplatzes und seiner Umgebung für die jüdische Geschichte der Stadt durch entsprechende bauliche Maßnahmen gerecht zu werden. Ihren Forderungen wurde insoweit entsprochen, als die Fläche des heutigen Neuen Börneplatzes nicht bebaut wurde. Hier entstand bis 1996 die Gedenkstätte Neuer Börneplatz.
Um die fortgesetzte Zerstörung der Fundamente zu stoppen, besetzten protestierende Bürger am 28. August 1987 den Börneplatz. Am 2. September wurde der Platz von der Polizei geräumt. Daraufhin wurden ein Bauzaun errichtet und die Baustelle abgeriegelt, um die Arbeiten fortsetzen zu können, so wie von der Stadtverordnetenversammlung beschlossen. Die Bürgerinitiative „Rettet den Börneplatz“ warf der Stadt „Geschichtsentsorgung“ und die Verdrängung der jüdischen Geschichte vor. Sie forderte einen vollständigen Erhalt der Ruinen, während Stadtwerke und Stadtverwaltung auf der Realisierung des Bauvorhabens bestanden.

### Öffentliche Debatte
Der zunächst lokale Konflikt zog bald weitere Kreise und beschäftigte die Öffentlichkeit in der ganzen Bundesrepublik. Verschiedene Vertreter des Judentums in Frankfurt und Deutschland und andere Persönlichkeiten wie Ignatz Bubis, Michel Friedman, Eva Demski und Valentin Senger äußerten sich zu dem Streit. Der Publizist Micha Brumlik sprach vom „Kampf um den Börneplatz“ als einem „Beitrag zu jenem Kampf um die Erinnerung in der deutschen Gesellschaft, ohne dessen Gelingen die jüdische Existenz hierzulande auf tönernen Füßen stehen dürfte“.

## Kompromisslösung

### Museum Judengasse

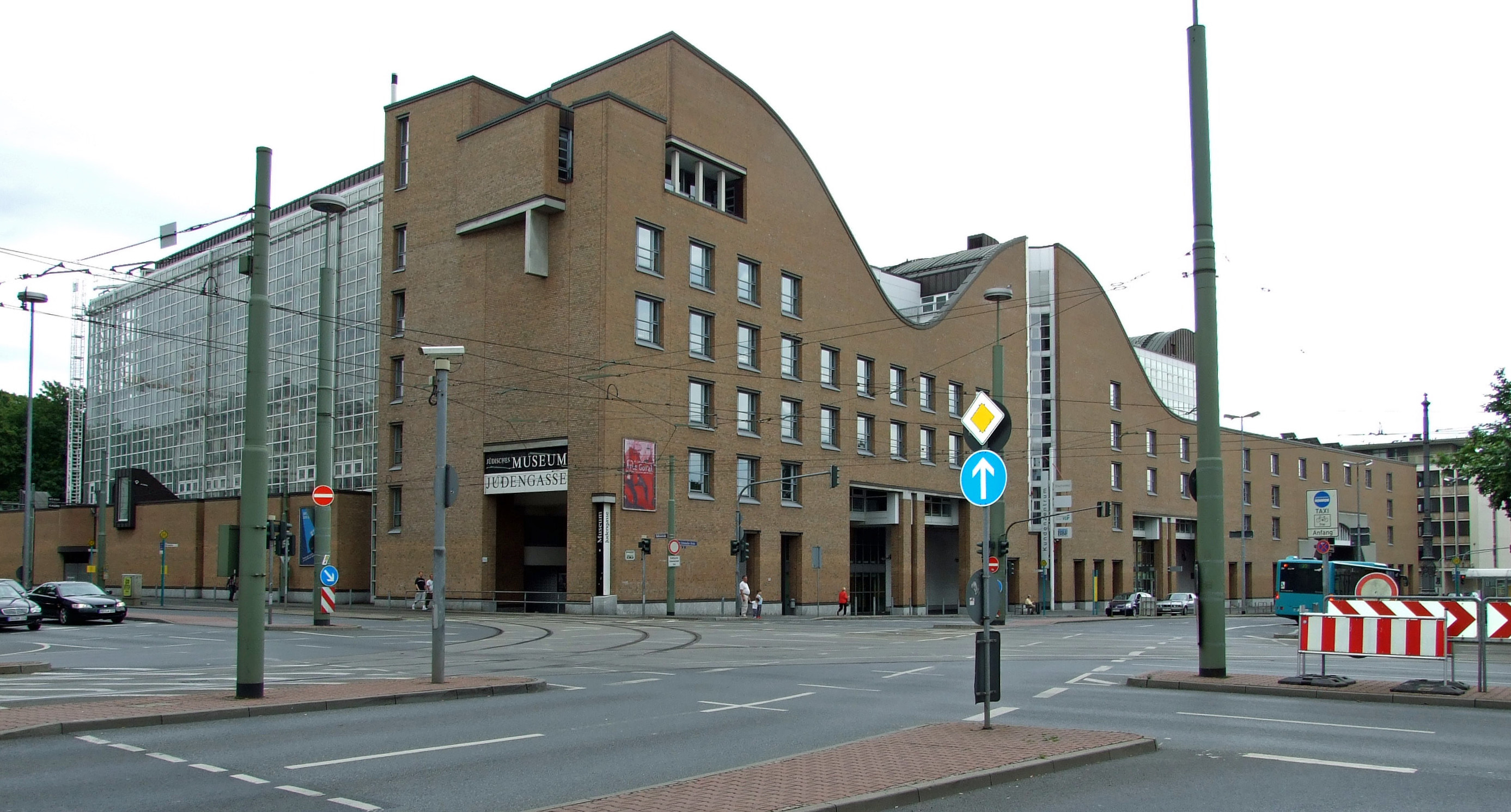
Der damals umstrittene Neubau, Blick Richtung Südosten. Im nördlichen Abschnitt befindet sich das Museum Judengasse.

Schließlich wurde zwischen der Stadt Frankfurt und der jüdischen Gemeinde ein Kompromiss ausgehandelt: Das Verwaltungsgebäude der Stadtwerke wurde wie geplant errichtet (Fertigstellung 1990), jedoch wurde ein Museum Judengasse geschaffen und im Kellergeschoss des Neubaus untergebracht. Fünf der entdeckten Hausfundamente und zwei Mikwen wurden abgetragen, konserviert und im Museum Judengasse am originalen Platz wiederaufgebaut. Ferner wurden dort zwei Brunnen und ein Kanal rekonstruiert. Die im Museum präsentierten archäologischen Objekte stammen teilweise aus dem 15. Jahrhundert. Von vielen Beteiligten wurde der Kompromiss – die Einrichtung eines Museums im Keller des neuen Gebäudes – mit Enttäuschung aufgenommen und als unbefriedigende Verlegenheitslösung abgelehnt.
Das Museum Judengasse wurde 1992 eröffnet und in die Zuständigkeit des 1988 eröffneten Jüdischen Museums Frankfurt gegeben. Die erste Ausstellung in dem neuen Museum widmete sich der Geschichte des Börneplatzkonflikts. 2016 wurde das Museum mit neuem Konzept und einer Dauerausstellung wiedereröffnet. Es beleuchtet seither jüdisches Alltagsleben in Frankfurt während der frühen Neuzeit. In seinem ersten Raum werden die Geschichte des Ortes und der Börneplatzkonflikt behandelt.

### Gedenkstätte Neuer Börneplatz
Der zweite Bestandteil der Kompromisslösung war die Vereinbarung, im Außenbereich auf der Rückseite des Gebäudes eine Gedenkstätte Neuer Börneplatz einzurichten. Aus dem Ende 1987 ausgelobten Wettbewerb mit 247 Teilnehmern gingen die damaligen Architekturstudenten Andrea Wandel, Wolfgang Lorch und Nikolaus Hirsch als Sieger hervor. Nach erheblichen Verzögerungen – zwei Wettbewerbsrunden waren nötig, administrative Versäumnisse, unsichere Finanzierung – wurde die Gedenkstätte für die Frankfurter Opfer der Schoa am 16. Juni 1996 eingeweiht. Die Gedenkstätte, das Museum Judengasse und der angrenzende Jüdische Friedhof Battonnstraße bilden seither ein historisches und erinnerungspolitisches Ensemble.